# مانفريد كاري
مانفريد كاري (بالألمانية: Manfred Curry؛ بالإنجليزية: Manfred Curry) هو مخترِع وكاتب ومهندس وطبيب ألماني وأمريكي، ولد في 11 ديسمبر 1899 في ميونخ في ألمانيا، وتوفي في 13 فبراير 1953 في لاندسبرغ إم لش في ألمانيا.

## وصلات خارجية
- مانفريد كاري على موقع أوليمبيديا (الإنجليزية)
- مانفريد كاري على موقع IMDb (الإنجليزية)